# Marian Asantewah Nkansah
Pour les articles homonymes, voir Nkansah.
Marian Asantewah Nkansah (née en 1979) est une chimiste ghanéenne spécialisée en chimie environnementale. En 2016, avec des scientifiques de l'université des sciences et technologies Kwame Nkrumah, elle a dirigé une recherche qui a permis de confirmer que l'argile blanche comestible présente un risque de cancer,. En 2016, elle est devenue la première scientifique à remporter le prix Fayzah M. Al-Kharafi, un prix annuel qui récompense des femmes scientifiques exceptionnelles de pays en retard scientifique et technologique. Elle et Collins Obuah, un autre scientifique de l'université du Ghana, sont les deux scientifiques sélectionnés pour assister à la rencontre des lauréats du prix Nobel de Lindau en 2017. 

## Éducation
Nkansah est née au Ghana de Mary et Joseph Nkansah, tous deux éducateurs. Elle a fait ses études primaires à l'école expérimentale St. Anthony, à Nkawkaw et ses études secondaires  au lycée St. Roses (en) à Akwatia (en), tous dans la région orientale du Ghana. Elle a ensuite poursuivi ses études à l'Université des sciences et technologies de Kwame Nkrumah où elle a obtenu un bachelor en chimie et une maîtrise en chimie de l'environnement. Elle est titulaire d'un doctorat en chimie environnementale de l'université de Bergen en Norvège,,.  

## Carrière
Elle est actuellement maître de conférences au département de chimie de l'Université des sciences et technologies de Kwame Nkrumah où elle enseigne la chimie pratique, le nucléaire / radiochimie, la chimie et la société et la chimie du pétrole. Elle est membre de la Global Young Academy,,.  

## Travaux
Ses travaux de recherche portent sur la recherche de solutions aux problèmes environnementaux associés aux niveaux et au devenir des substances toxiques telles que les métaux lourds, les polluants organiques persistants (POP) et les hydrocarbures aromatiques polycycliques (HAP) dans les aliments, l'eau, le sol, les roches, les sédiments et autres échantillons environnementaux. Elle étudie également l'interaction de ces polluants entre eux dans l'environnement. Ses publications comprennent : 
- 2010 - « Assessment of the quality of water from hand-dug wells in Ghana », publié dans Environmental Health Insights.
- 2012 - « The use of lightweight expanded clay aggregate (LECA) as sorbent for PAHs removal from water », publié dans Journal of Hazardous Materials.

## Prix et reconnaissance
Nkansah a été reconnue et récompensée pour son travail, notamment,,, :  
- Elle est affiliée à l'Académie africaine des sciences
- Présenté dans le tout premier livre sur les femmes africaines dans la science
- boursier du Next Einstein Forum
- 2016 - Lauréate du prix Fayzah M. Al-Kharafi
- 2017 - Sélectionnée pour participer à la rencontre des lauréats du prix Nobel de Lindau
- 2017 - Sélectionnée à la Global Young Academy (en)